# بخش ساربوک
بخش ساربوک، یکی از بخش‌های شهرستان قصرقند در استان سیستان و بلوچستان ایران است. مرکز این بخش، شهر ساربوک است.

## تقسیمات کشوری
- بخش ساربوک
  - دهستان حمیری
  - دهستان ساربوک

شهر: ساربوک

## جمعیت
بر پایه سرشماری عمومی نفوس و مسکن در سال ۱۳۹۵، جمعیت بخش ساربوک برابر با ۱۷٬۰۱۸ نفر بوده‌است.